# Номер на борда
Номер на борда, Бордови номер (на английски: Hull number) е способ за обозначение на корабите от ВМС и Бреговата охрана на САЩ и някои други страни или държави, служещ едновременно и за тяхната класификация.
Във Великобритания, страните на Съдружеството, както и някои европейски страни, негов аналог е номер на вимпела (на английски: Pennant number).
Основна особеност и на двата е това, че те се присвояват при поръчката на кораба, и се съхраняват в течение на цялата му служба. Само промяна на предназначението или прекласификация могат да доведат до промяна на бордовия номер. По това те принципно се отличават от тактическия номер, приет във ВМФ на Русия и някои нейни съюзници или страни-клиенти. Следва да се отбележи, че във ВМФ на Русия също се използва за него термина „Бордови номер“, но там се влага съвършено друг смисъл. Отвъд пределите на Русия той се нарича тактически номер.

## Състав
Бордовият номер се състои от буквена и цифрена части. Буквената показва класификацията на кораба. Може да се състои от 1÷4 литери, понякога и повече. Цифровата част обикновено е пореден номер в класа или серията. На номерацията влияят също традицията и изменението на доктрината на ВМС.
Примери за бордови номера: SSN-688 – подводница атомна, ударна. LHA-1 – универсален десантен кораб. AT-64 – флотски морски буксир. T-AKE-2 – универсален снабдителен транспорт на Командването за морски превози.

## Разположение и вид
В общия случай, бордовия номер се нанася на борда на кораба на две места: голям, добре видим номер в носовата част в района на клюза, и малък на кърмата при началото на заоблянето, или на края на транеца.
При авионосещите кораби, имащи непрекъсната полетна палуба, номера също се поставя на нея при носовия срез. При авионосещите кораби, имащи островна надстройка, номера също се нанася по двата ѝ борда. При десантните кораби, имащи полетна палуба или площадка, номера допълнително се нанася на нейния кърмови срез.
Подводните лодки не носят присвоеният им бордови номер.
При всички случаи, освен на полетната палуба, номера има бял цвят с черни сенки отдясно и отдолу. На полетната палуба на самолетоносачите се нанася бял контур.
Бойните кораби от основните класове (самолетоносачи, крайцери, разрушители, фрегати), а също и съдовете на Командването на морските превози носят само цифровата част на номера.
Спомагателните кораби и съдовете на снабдяването пред цифрите носят буквено обозначение с намален (2÷2,5 пъти) размер, където е изпуснат префикса „A“ и дефиса. Например, вместо AOE-7 на борда се изобразява OE7.
Десантните кораби и спомагателните кораби и съдове серии освен „A“ носят пълен префикс.

## Някои исторически изменения
Вида на бордовите номера датира от средата на 1990-те години. Преди това съществуват вариации в детайлите. Например, подводниците носят малък бордов номер в горната част на ограждението на рубката.
Сериозните изменения са в края на Втората световна война. В хода ѝ всички кораби и съдове на САЩ, по съображения за маскировка, носят само намалената цифрова част на номера.

## Номер на вимпела
Номерът на вимпела се появява във Великобритания. Произхожда от епохата на ветроходния флот, където корабите се различават по ескадра и дивизион с цвета на вимпела. С развитието на парния флот и специализацията на корабите вместо цвят се появява буквено обозначение, съпроводено с номер.
Буквата обикновено съответства на класа на кораба. Смисълът на буквеното обозначение се изменя от страна на страна. Така например, във Великобритания в различно време се използват: S – подводна лодка; R – самолетоносач; B – линкор; C – крайцер; D – разрушител; F – фрегата; U – шлюп; K – корвета; P – патрулен кораб; L – десантен кораб; A – спомагателен съд (на английски: Royal Fleet Auxiliary, RFA), и други. Но има и флотове, където всички префикси са еднакви. Например, всички кораби на Украйна, независимо от класа, носят префикса U.
В периода 1960-те – 1980-те г. във ВМС на Франция и ВМС на ФРГ се използват следните обозначения: D – за обозначаване на разрушителите с ракетно въоръжение, F – за обозначение на фрегатите (в т.ч. и ракетните), P – за обозначение на патрулните кораби. Относно фрегатите и разрушителите същата система за обозначение на бордовите номера е приета във ВМС на Италия, Турция, Испания и във военноморските сили на някои други страни.
Различават се номер на вимпела с префикс (на английски: flag superior, най-разпространен) и със суфикс (на английски: flag inferior). Срещат се и номера без префикс (на английски: no flag superior).
По британски пример, номерът на вимпела обикновено се нанася на борда в района на мостика в пълен вид. Например, F235 за HMS Monmouth. Допълнително, може да има номер с по-малък размер на транеца.

## Основни страни-ползватели

### Бордови номер
- САЩ
- Япония
- Южна Корея
- Тайланд

### Номер на вимпела
- Великобритания
- Канада
- Австралия
- Франция
- Германия
- Италия
- Нидерландия
- Испания
- Португалия
- Норвегия

## Друго използване
Система за класификация с помощта на бордови номера широко се използва в семейството на справочниците „Джейн“ (Jane's Information Group) и от военните аналитици въобще, като база за сравнение на корабите на различните страни, независимо от това, приети ли са в тях бордовите номера или имат други системи за класификация. При това „Джейн“ използва американските буквени обозначения, но ги нарича Class, и след това цитира действителните номера на кораба, наричайки ги Pennant Number независимо от страната на произход.